# Arabella (film)
Arabella (titolo alternativo: La ragazza del charleston) è un film del 1967 diretto da Mauro Bolognini.

## Trama
Arabella, una giovane e avvenente aristocratica, cerca di salvare il patrimonio familiare, minacciato dal fisco, truffando persone danarose attratte dalla sua bellezza.